# John Porter (jugador d'hoquei sobre gel)
John Porter   (Toronto, 21 de gener de 1904 - Toronto, 6 d'agost de 1997) va ser un jugador d'hoquei sobre gel canadenc que va competir durant la dècada de 1920.
El 1928 va prendre part en els Jocs Olímpics de Sankt Moritz, on guanyà la medalla d'or en la competició d'hoquei sobre gel. En finalitzar els Jocs fa fer d'entrenador a l'equip de la Universitat de Toronto entre 1928 i 1931.